# Tuckanarra
Tuckanarra is een plaats in de regio Mid West in West-Australië.

## Geschiedenis
Begin 1897 vonden Boyle en Moore goud in de streek. De plaats werd 'Boyle's Find' genoemd. Een jaar later stelde de overheid voor er een stampmolen (ertsverwerkingsmachine) te plaatsen. De 'Tuckanarra Progress Committee' vroeg om er een dorp te stichten. Na een discussie over de exacte locatie werden eind 1898 kavels opgemeten. In februari 1899 werd Tuckanarra officieel gesticht. De naam is Aborigines van oorsprong, verwijst naar een voor het eerst in 1889 vermeldde nabijgelegen heuvel en zou "kamp van het houten bord" hebben betekend.
De stampmolen was tot in de late jaren 1930 in gebruik. Ze bediende talloze kleine goudmijnen die amper winst maakten. In de jaren 1990 werd in Tuckanarra terug naar goud gedolven, dit maal in dagbouw.

## Beschrijving
Tuckanarra maakt deel uit van het lokale bestuursgebied (LGA) Shire of Cue, waarvan Cue de hoofdplaats is. Er wordt nog steeds naar goud gezocht.
Het ligt langs de Great Northern Highway, 680 kilometer ten noordnoordoosten van de West-Australische hoofdstad Perth, 75 kilometer ten zuidwesten van Meekatharra en 40 kilometer ten noordnoordoosten van Cue. 

## Klimaat
Tuckanarra kent een warm woestijnklimaat, BWh volgens de klimaatclassificatie van Köppen.